# دنیس الکساندر

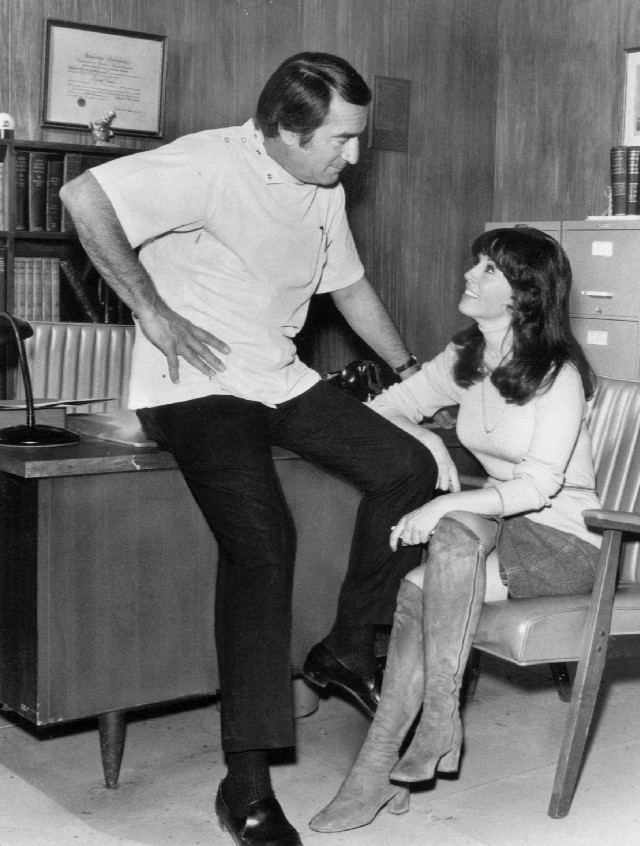

دنیس الکساندر (انگلیسی: Denise Alexander؛ زادهٔ ۱۱ نوامبر ۱۹۳۹) یک هنرپیشه اهل ایالات متحده آمریکا است. وی از سال ۱۹۵۱ میلادی تاکنون مشغول فعالیت بوده‌است.

## گزیده فیلمشناسی
از فیلم‌ها یا برنامه‌های تلویزیونی که وی در آن نقش داشته‌است می‌توان به آثار زیر اشاره کرد.
- جرم در خیابان‌ها (۱۹۵۶)
- منطقه نیمه‌روشن (۱۹۶۰)
- بن کیسی (۱۹۶۲)
- ویرجینیایی (۱۹۶۲)
- روزهای زندگی ما (۱۹۶۶–۱۹۷۳)
- Zoya (۱۹۹۵)